# 13053 Bertrandrussell
13053 Bertrandrussell (tên chỉ định: 1990 SQ8) là một tiểu hành tinh vành đai chính. Nó được phát hiện bởi Eric Walter Elst ở Đài thiên văn La Silla ở Chile ngày 22 tháng 9 năm 1990. Nó được đặt theo tên Bertrand Russell, a British philosopher và nhà toán học.